# Mercedes Grand Prix
Mercedes-Benz Grand Prix Limited, tävlar som Mercedes-AMG Petronas Formula One Team, är ett brittiskbaserat tyskt Formel 1-stall. Stallet bildades när Mercedes-Benz, efter femton års samarbete med McLaren, den 16 november 2009 köpte 75,1 % av Brawn GP. Deras huvudkontor ligger i Brackley i Northamptonshire. Mercedes tävlade också i Formel 1 under säsongerna 1954 och 1955.

## Historia

### Mercedes i formel 1
Mercedes deltog i formel 1 under 1954 och 1955, men drog sig ur all motorsport till följd av Le Mans-katastrofen 1955. I perioder har man därefter varit motorleverantör till andra stall, innan man inför 2010 års säsong åter satsar på ett eget fabriksstall.

### Det nuvarande stallets bakgrund
Även om utvecklingen i formel 1 är snabb och innebär helt nya bilar varje säsong, har många nya formel 1-stall sin bakgrund i äldre stall vars verksamhet tas över av nya ägare. På så sätt slipper man bygga upp hela verksamhetsstrukturen från noll. Detta gäller även för Mercedes nya stall.
Stallets bakgrund kan således spåras till Tyrrell som tävlade i sporten i många år och därefter BAR och dess period i formel 1 mellan 1999 och 2005. B.A.R. köptes sedan upp av den japanska tillverkaren Honda, och dessa tävlade under tre års tid. Resultaten var inte vad Honda hade tänkt sig, och när en ekonomisk kris kom hösten 2008 lade Honda ned stallet. Stallchefen Ross Brawn och kommersiella chefen Nick Fry köpte upp stallet, och gjorde klart med att få motorer från Mercedes inför säsongen 2009. Det omdanade stallet bytte namn till Brawn GP inför den säsongen, och initialt var man ett kundteam till Mercedes. Jenson Button gjorde dock en sensationell öppning av säsongen, och blev till slut världsmästare. Stallets resultat fick Mercedes att lämna McLaren som exklusiv partner, och istället köpa 75,1 % av stallet i november 2009. Stallet bytte då namn till Mercedes Grand Prix.

### Historia sedan 2010

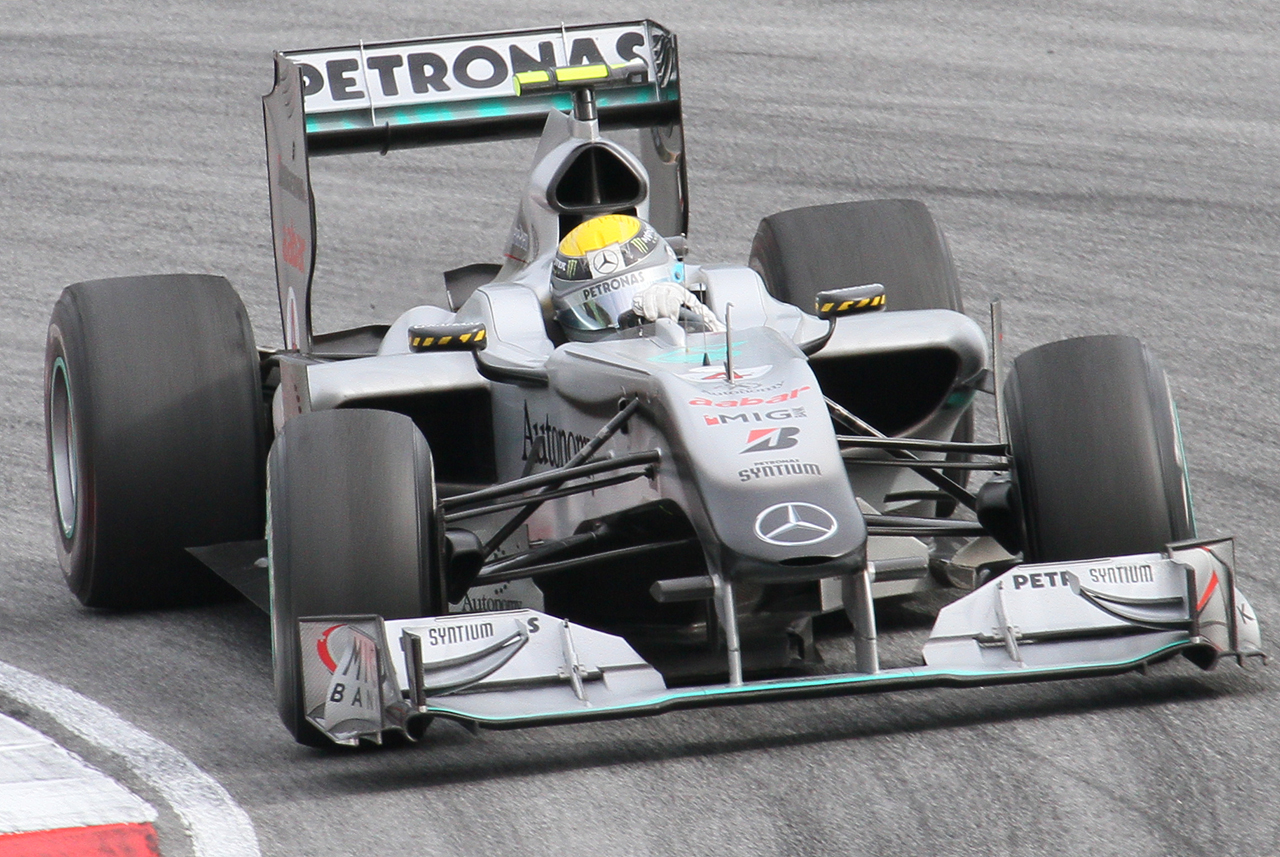
Nico Rosberg tog Mercedes Benz första topp tre-placering sedan 1955 vid Malaysias Grand Prix 2010.

Strax efter att man köpt Brawn GP bytte man namn till Mercedes GP Petronas offentliggjordes att Nico Rosberg och Michael Schumacher skulle köra för stallet. Stallet tog under hela säsongen endast tre pallplaceringar, vilket inte motsvarade förväntningarna. Stallet slutade på fjärde plats i konstruktörsmästerskapet. 2011 gick ännu tyngre då de inte tog en enda pallplacering.
Inför 2012 tog stallet bort GP från namnet och lade till AMG i stället, från Mercedes-Benz avdelning för högprestandabilar. Det nya namnet blev då Mercedes AMG Petronas F1 Team. Inför årets tredje lopp, Kinas Grand Prix, tog Nico Rosberg Mercedes första pole position sedan 1955. Han vann också loppet, Mercedes första seger sedan 1955. Men resten av säsongen gick tungt, och man slutade först på femte plats i konstruktörsmästerskapet.
Inför säsongen 2013 gjorde Ross Brawn och Mercedes klart med den före detta världsmästaren Lewis Hamilton som efter många år lämnade McLaren för att återförenas med barndomsvännen Nico Rosberg, han ersatte då Michael Schumacher. Under första halvan av säsongen tog Mercedes flest pole positions av alla, men endast tre segrar. Efter sommaruppehållet såg det ut som om Mercedes skulle kunna utmana Red Bull om att bli världsmästare, men Red Bull drog ifrån och blev världsmästare. Mercedes slutade då på andra plats, vilket var det bästa resultatet sedan återkomsten.
Ross Brawn valde inför säsongen 2014 att lämna stallet, han ersattes av Toto Wolff. Stallet behöll dock sin föraruppställning med Nico Rosberg och Lewis Hamilton. Ganska snabbt visade det sig att Mercedes hade en betydligt bättre bil och motor än konkurrenterna när de vann säsongens sex inledande lopp. Stallet dominerade och vann världsmästerskapet för konstruktörer redan under den femtonde VM-deltävlingen. Mercedes har fortsatt att dominera Formel 1-mästerskapet sedan dess och vunnit både konstruktörsmästerskapet och förarmästerskapet sju år i rad mellan 2014 och 2020.

## F1-säsonger
| Säsong | Tävlingsnamn                 | Bil                                | Motor                         | Däck | Poäng | VM-plac. | Nr. | Förare 1                                                                                      | Nr. | Förare 2        | Nr. | Förare 3       | Övriga förare |
| ------ | ---------------------------- | ---------------------------------- | ----------------------------- | ---- | ----- | -------- | --- | --------------------------------------------------------------------------------------------- | --- | --------------- | --- | -------------- | ------------- |
| 1954   | Daimler-Benz AG              | Mercedes-Benz W196                 | Mercedes 2.5 L8               | C    |       |          |     | Juan Manuel Fangio · Karl Kling · Hans Herrmann · Hermann Lang                                |     |                 |     |                |               |
| 1955   | Daimler-Benz AG              | Mercedes-Benz W196                 | Mercedes 2.5 L8               | C    |       |          |     | Juan Manuel Fangio · Karl Kling · Hans Herrmann · Stirling Moss · André Simon · Piero Taruffi |     |                 |     |                |               |
| 2010   | Mercedes GP Petronas F1 Team | Mercedes MGP W01                   | Mercedes FO 108X 2.4 V8       | B    | 214   | 4:a      |     | Michael Schumacher                                                                            |     | Nico Rosberg    |     |                |               |
| 2011   | Mercedes GP Petronas F1 Team | Mercedes MGP W02                   | Mercedes FO 108Y 2.4 V8       | P    | 165   | 4:a      |     | Michael Schumacher                                                                            |     | Nico Rosberg    |     |                |               |
| 2012   | Mercedes AMG Petronas        | Mercedes F1 W03                    | Mercedes FO 108Z 2.4 V8       | P    | 142   | 5:a      |     | Michael Schumacher                                                                            |     | Nico Rosberg    |     |                |               |
| 2013   | Mercedes AMG Petronas        | Mercedes F1 W04                    | Mercedes FO 108Z 2.4 V8       | P    | 360   | 2:a      |     | Nico Rosberg                                                                                  |     | Lewis Hamilton  |     |                |               |
| 2014   | Mercedes AMG Petronas        | Mercedes F1 W05 Hybrid             | Mercedes PU106A Hybrid        | P    | 701   | 1:a      | 6.  | Nico Rosberg                                                                                  | 44. | Lewis Hamilton  |     |                |               |
| 2015   | Mercedes AMG Petronas        | Mercedes F1 W06 Hybrid             | Mercedes PU106B Hybrid        | P    | 703   | 1:a      | 6.  | Nico Rosberg                                                                                  | 44. | Lewis Hamilton  |     |                |               |
| 2016   | Mercedes AMG Petronas        | Mercedes F1 W07 Hybrid             | Mercedes PU106C Hybrid        | P    | 765   | 1:a      | 6.  | Nico Rosberg                                                                                  | 44. | Lewis Hamilton  |     |                |               |
| 2017   | Mercedes AMG Petronas        | Mercedes F1 W08 EQ Power+          | Mercedes M08 EQ Power+        | P    | 668   | 1:a      | 44. | Lewis Hamilton                                                                                | 77. | Valtteri Bottas |     |                |               |
| 2018   | Mercedes AMG Petronas        | Mercedes F1 W09 EQ Power+          | Mercedes M09 EQ Power+        | P    | 655   | 1:a      | 44. | Lewis Hamilton                                                                                | 77. | Valtteri Bottas |     |                |               |
| 2019   | Mercedes AMG Petronas        | Mercedes F1 W10 EQ Power+          | Mercedes M10 EQ Power+        | P    | 739   | 1:a      | 44. | Lewis Hamilton                                                                                | 77. | Valtteri Bottas |     |                |               |
| 2020   | Mercedes AMG Petronas        | Mercedes-AMG F1 W11 EQ Performance | Mercedes M11 EQ Performance   | P    | 573   | 1:a      | 44. | Lewis Hamilton                                                                                | 77. | Valtteri Bottas | 63. | George Russell |               |
| 2021   | Mercedes AMG Petronas        | Mercedes-AMG F1 W12 EQ Performance | Mercedes M12 EQ Performance   | P    | 613,5 | 1:a      | 44. | Lewis Hamilton                                                                                | 77. | Valtteri Bottas |     |                |               |
| 2022   | Mercedes AMG Petronas        | Mercedes F1 W13 E Performance      | Mercedes M13 EQ Performance   | P    | 515   | 3:a      | 44. | Lewis Hamilton                                                                                | 63. | George Russell  |     |                |               |
| 2023   | Mercedes AMG Petronas        | Mercedes F1 W14                    | Mercedes F1 M14 E Performance | P    | 409   | 2:a      | 44. | Lewis Hamilton                                                                                | 63. | George Russell  |     |                |               |
| 2024   | Mercedes AMG Petronas        | Mercedes F1 W15                    | Mercedes F1 M15 E Performance | P    | 468   | 4:a      | 44. | Lewis Hamilton                                                                                | 63. | George Russell  |     |                |               |
| 2025   | Mercedes AMG Petronas        | Mercedes F1 W15                    | Mercedes F1 M15 E Performance | P    | 210   | 2:a      | 63. | George Russell                                                                                | 12. | Kimi Antonelli  |     |                |               |

| 1. Frankrike 1954 2. Tyskland 1954 3. Schweiz 1954 4. Italien 1954 5. Argentina 1955 6. Belgien 1955 7. Nederländerna 1955 8. Storbritannien 1955 9. Italien 1955 10. Kina 2012 11. Monaco 2013 12. Storbritannien 2013 13. Ungern 2013 14. Australien 2014 15. Malaysia 2014 16. Bahrain 2014 17. Kina 2014 18. Spanien 2014 19. Monaco 2014 20. Österrike 2014 21. Storbritannien 2014 22. Tyskland 2014 23. Italien 2014 24. Singapore 2014 25. Japan 2014 26. Ryssland 2014 27. USA 2014 28. Brasilien 2014 29. Abu Dhabi 2014 30. Australien 2015 31. Kina 2015 32. Bahrain 2015 33. Spanien 2015 34. Monaco 2015 35. Kanada 2015 36. Österrike 2015 37. Storbritannien 2015 38. Belgien 2015 39. Italien 2015 40. Japan 2015 41. Ryssland 2015 42. USA 2015 43. Mexiko 2015 44. Brasilien 2015 45. Abu Dhabi 2015 46. Australien 2016 47. Bahrain 2016 48. Kina 2016 49. Ryssland 2016 50. Monaco 2016 51. Kanada 2016 52. Europa 2016 53. Österrike 2016 54. Storbritannien 2016 55. Ungern 2016 56. Tyskland 2016 57. Belgien 2016 58. Italien 2016 59. Singapore 2016 60. Japan 2016 61. USA 2016 62. Mexiko 2016 63. Brasilien 2016 64. Abu Dhabi 2016 65. Kina 2017 66. Ryssland 2017 67. Spanien 2017 68. Kanada 2017 69. Österrike 2017 70. Storbritannien 2017 71. Belgien 2017 72. Italien 2017 73. Singapore 2017 74. Japan 2017 75. USA 2017 76. Abu Dhabi 2017 77. Azerbajdzjan 2018 78. Spanien 2018 79. Frankrike 2018 80. Tyskland 2018 81. Ungern 2018 82. Italien 2018 83. Singapore 2018 84. Ryssland 2018 85. Japan 2018 86. Brasilien 2018 87. Abu Dhabi 2018 88. Australien 2019 89. Bahrain 2019 90. Kina 2019 91. Azerbajdzjan 2019 92. Spanien 2019 93. Monaco 2019 94. Kanada 2019 95. Frankrike 2019 96. Storbritannien 2019 97. Ungern 2019 98. Ryssland 2019 99. Japan 2019 100. Mexiko 2019 101. USA 2019 102. Abu Dhabi 2019 103. Österrike 2020 104. Steiermarks 2020 105. Ungern 2020 106. Storbritannien 2020 107. Spanien 2020 108. Belgien 2020 109. Toscanas 2020 110. Ryssland 2020 111. Eifels 2020 112. Portugal 2020 113. Emilia-Romagnas 2020 114. Turkiet 2020 115. Bahrain 2020 116. Bahrain 2021 117. Portugal 2021 118. Spanien 2021 119. Storbritannien 2021 120. Ryssland 2021 121. Turkiet 2021 122. Brasilien 2021 123. Qatar 2021 124. Saudiarabien 2021 |

| 1. Frankrike 1954 2. Storbritannien 1954 3. Tyskland 1954 4. Italien 1954 5. Monaco 1955 6. Nederländerna 1955 7. Storbritannien 1955 8. Italien 1955 9. Kina 2012 10. Kina 2013 11. Bahrain 2013 12. Spanien 2013 13. Monaco 2013 14. Storbritannien 2013 15. Tyskland 2013 16. Ungern 2013 17. Belgien 2013 18. Australien 2014 19. Malaysia 2014 20. Bahrain 2014 21. Kina 2014 22. Spanien 2014 23. Monaco 2014 24. Kanada 2014 25. Storbritannien 2014 26. Tyskland 2014 27. Ungern 2014 28. Belgien 2014 29. Italien 2014 30. Singapore 2014 31. Japan 2014 32. Ryssland 2014 33. USA 2014 34. Brasilien 2014 35. Abu Dhabi 2014 36. Australien 2015 37. Malaysia 2015 38. Kina 2015 39. Bahrain 2015 40. Spanien 2015 41. Monaco 2015 42. Kanada 2015 43. Österrike 2015 44. Storbritannien 2015 45. Ungern 2015 46. Belgien 2015 47. Italien 2015 48. Japan 2015 49. Ryssland 2015 50. USA 2015 51. Mexiko 2015 52. Brasilien 2015 53. Abu Dhabi 2015 54. Australien 2016 55. Bahrain 2016 56. Kina 2016 57. Ryssland 2016 58. Spanien 2016 59. Kanada 2016 60. Europa 2016 61. Österrike 2016 62. Storbritannien 2016 63. Ungern 2016 64. Tyskland 2016 65. Belgien 2016 66. Italien 2016 67. Singapore 2016 68. Malaysia 2016 69. Japan 2016 70. USA 2016 71. Mexiko 2016 72. Brasilien 2016 73. Abu Dhabi 2016 74. Australien 2017 75. Kina 2017 76. Bahrain 2017 77. Spanien 2017 78. Kanada 2017 79. Azerbajdzjan 2017 80. Österrike 2017 81. Storbritannien 2017 82. Belgien 2017 83. Italien 2017 84. Malaysia 2017 85. Japan 2017 86. USA 2017 87. Brasilien 2017 88. Abu Dhabi 2017 89. Australien 2018 90. Spanien 2018 91. Frankrike 2018 92. Österrike 2018 93. Storbritannien 2018 94. Ungern 2018 95. Belgien 2018 96. Singapore 2018 97. Ryssland 2018 98. Japan 2018 99. USA 2018 100. Brasilien 2018 101. Abu Dhabi 2018 102. Australien 2019 103. Kina 2019 104. Azerbajdzjan 2019 105. Spanien 2019 106. Monaco 2019 107. Frankrike 2019 108. Storbritannien 2019 109. Tyskland 2019 110. USA 2019 111. Abu Dhabi 2019 112. Österrike 2020 113. Steiermarks 2020 114. Ungern 2020 115. Storbritannien 2020 116. 70-årsjubileumets 2020 117. Spanien 2020 118. Belgien 2020 119. Italien 2020 120. Toscanas 2020 121. Ryssland 2020 122. Eifels 2020 123. Portugal 2020 124. Emilia-Romagnas 2020 125. Bahrain 2020 126. Sakhirs 2020 127. Emilia-Romagnas 2021 128. Portugal 2021 129. Spanien 2021 130. Ungern 2021 131. Turkiet 2021 132. Mexiko 2021 133. Brasilien 2021 134. Qatar 2021 135. Saudiarabien 2021 136. Ungern 2022 |

| 1. Frankrike 1954 2. Storbritannien 1954 3. Tyskland 1954 4. Schweiz 1954 5. Argentina 1955 6. Monaco 1955 7. Belgien 1955 8. Storbritannien 1955 9. Italien 1955 10. Europa 2012 11. Tyskland 2012 12. Italien 2012 13. Italien 2013 14. Australien 2014 15. Malaysia 2014 16. Bahrain 2014 17. Kina 2014 18. Storbritannien 2014 19. Tyskland 2014 20. Ungern 2014 21. Belgien 2014 22. Italien 2014 23. Singapore 2014 24. Japan 2014 25. Brasilien 2014 26. Australien 2015 27. Malaysia 2015 28. Kina 2015 29. Spanien 2015 30. Österrike 2015 31. Storbritannien 2015 32. Belgien 2015 33. Italien 2015 34. Japan 2015 35. USA 2015 36. Mexiko 2015 37. Brasilien 2015 38. Abu Dhabi 2015 39. Bahrain 2016 40. Ryssland 2016 41. Monaco 2016 42. Kanada 2016 43. Europa 2016 44. Österrike 2016 45. Storbritannien 2016 46. Belgien 2016 47. Malaysia 2016 48. Kina 2017 49. Bahrain 2017 50. Spanien 2017 51. Kanada 2017 52. Österrike 2017 53. Storbritannien 2017 54. Singapore 2017 55. Japan 2017 56. Abu Dhabi 2017 57. Bahrain 2018 58. Azerbajdzjan 2018 59. Frankrike 2018 60. Tyskland 2018 61. Belgien 2018 62. Italien 2018 63. Ryssland 2018 64. USA 2018 65. Mexiko 2018 66. Brasilien 2018 67. Australien 2019 68. Spanien 2019 69. Kanada 2019 70. Storbritannien 2019 71. Italien 2019 72. Ryssland 2019 73. Japan 2019 74. Brasilien 2019 75. Abu Dhabi 2019 76. Ungern 2020 77. 70-årsjubileumets 2020 78. Spanien 2020 79. Italien 2020 80. Toscanas 2020 81. Ryssland 2020 82. Portugal 2020 83. Emilia-Romagnas 2020 84. Sakhirs 2020 85. Bahrain 2021 86. Emilia-Romagnas 2021 87. Portugal 2021 88. Monaco 2021 89. Steiermarks 2021 90. Nederländerna 2021 91. Turkiet 2021 92. USA 2021 93. Mexiko 2021 94. Saudiarabien 2021 95. Storbritannien 2022 96. Ungern 2022 |

## Organisation

### Ägarskap
Källa: 
| Delägare            | Typ av delägare | Nationalitet   | Ägarandel |
| ------------------- | --------------- | -------------- | --------- |
| Ineos               | Kemisk industri | Storbritannien | ~33%      |
| Mercedes-Benz Group | Biltillverkare  | Tyskland       | ~33%      |
| Toto Wolff          | Fysisk person   | Österrike      | ~33%      |

### Ledande befattningar
Ett urval av de ledande positionerna inom stallet.
| Position                                                |                | Namn             |
| ------------------------------------------------------- | -------------- | ---------------- |
| Ordförande                                              | Tyskland       | Markus Schäfer   |
| Ledamöter                                               | Österrike      | René Berger      |
|                                                         | Storbritannien | Andy Currie      |
|                                                         | Storbritannien | Jonny Ginns      |
|                                                         | Tyskland       | Philipp Schiemer |
| VD och stallchef                                        | Österrike      | Toto Wolff       |
| COO                                                     | Storbritannien | Rob Thomas       |
| Sportdirektör                                           | Storbritannien | Ron Meadows      |
| Strategichef                                            | Storbritannien | Rosie Wait       |
| Teknisk direktör                                        | Storbritannien | James Allison    |
| Motorchef (High Performance Powertrains)                | Storbritannien | Hywel Thomas     |
| Trackside engineering director                          | Storbritannien | Andrew Shovlin   |
| Prestandachef                                           | Storbritannien | Mark Ellis       |
| Chefsdesigner                                           | Storbritannien | John Owen        |
| Chef för digitalt ingenjörsvetenskap                    | Storbritannien | Geoffrey Willis  |
| Chef för raceingenjörerna samt raceingenjör (Antonelli) | Storbritannien | Peter Bonnington |
| Raceingenjör (Russell)                                  | Storbritannien | Marcus Dudley    |